# فريدريك جورج ويهيلم فون ستروف
فريدريك جورج ويهيلم فون ستروف (بالألمانية: Friedrich Georg Wilhelm Struve)‏ (15 أبريل 1793 في هامبورغ، دوقية هولشتاين - 23 نوفمبر 1864)، هو فلكي ألماني ينتمي إلى عائلة ستروف. عام 1808 دخل جامعة تارتو. درس فقه اللغة في البداية لكن سرعان ما تحول اهتمامه إلى الفلك. تم تسمية الكويكب ستروفينا 768 باسمه تكريماً له.

## روابط خارجية
- فريدريك جورج ويهيلم فون ستروف على موقع الموسوعة البريطانية (الإنجليزية)
- فريدريك جورج ويهيلم فون ستروف على موقع إن إن دي بي (الإنجليزية)